# Шаллан-Сент-Ансельм
Шаллан-Сент-Ансельм (фр. Challand-Saint-Anselme) — коммуна в Италии, располагается в автономном регионе Валле-д’Аоста.
Население составляет 710 человек (2008 г.), плотность населения составляет 26 чел./км². Занимает площадь 27 км². Почтовый индекс — 11020. Телефонный код — 0125.
Покровителем населённого пункта считается Ансельм Аостский.

## Демография
Динамика населения: